# Bradley (Oklahoma)
Bradley is een plaats (town) in de Amerikaanse staat Oklahoma, en valt bestuurlijk gezien onder Grady County.

## Demografie
Bij de volkstelling in 2000 werd het aantal inwoners vastgesteld op 182.
In 2006 is het aantal inwoners door het United States Census Bureau geschat op 198, een stijging van 16 (8,8%).

## Geografie
Volgens het United States Census Bureau beslaat de plaats een oppervlakte van
0,6 km², geheel bestaande uit land. Bradley ligt op ongeveer 329 m boven zeeniveau.

## Plaatsen in de nabije omgeving
De onderstaande figuur toont nabijgelegen plaatsen in een straal van 24 km rond Bradley.